# Liste der Bischöfe von Volterra
Die folgenden Personen waren Bischöfe von Volterra (Italien):
- Opilione (5. Jh.)
- Eumanzio (5. Jh.)
- Eucaristio   (492–495)
- Elpidio   (496–504)
- Heiliger Giusto   (5. Juni 556) (Patron des Bistums)
- Geminiano   (649)
- Marciano   (680)
- Gaudenziano   (686–700)
- Thomas   (752)
- Andrea I.  (820)
- Grippo   (821)
- Peter I.  (826–844)
- Andrea II.   (845–853)
- Gaugino   (874–882)
- Alboin   (904–908)
- Adelard   (918–929)
- Bosone   (943–959)
- Peter II.   (967–991)
- Benedikt I.  (997–1015)
- Gunfred   (1016–1039)
- Guido I.  (1042–1061)
- Erimanno   (1064–1073)
- Peter III.   (1099)
- Rogerio Ghisalbertini   (1103–1132)
- Crescenzio Marchesi   (1133–1136)
- Odalmario Adimari   (1137–1148)
- Galgano Pannocchieschi   (1150–1170)
- Heiliger Ugo Saladini   (1171–1184)
- Ildebrando Pannocchieschi   (1185–1211)
- Pagano Pannocchieschi   (1212–1239)
- Ranieri I. Ubertini   (1244–1260)
- Alberto Scolari   (1261–1269)
- Ranieri II. Ubertini   (1273–1301)
- Ranieri Belforti   (1301–1320)
- Rainuccio Allegretti   (1320–1348)
- Filippo Belforti   (1349–1358)
- Aimerico Corti   (1359–1361)
- Pietro Corsini   (1362–1363)
- Andrea Codoni   (1364–1373)
- Lucio da Cagli   (1374–1375)
- Simone Pagani   (1375–1384)
- Onofrio Visdomini   (1384–1390)
- Antonio Cipolloni   (1390–1396)
- Giovanni Ricci   (1396–1398)
- Lodovico Aliotti   (1398–1410)
- Jacopo Spini   (1411)
- Stefano del Buono   (1411–1433)
- Roberto Adimari   (1433–1439)
- Roberto Cavalcanti   (1440–1449)
- Giovanni Neroni Diotisalvi   (1450–1461)
- Ugolino Giugni   (1461–1470)
- Antonio dell'Agli   (1470–1477)
- Francesco Kardinal Soderini   (1478–1509)
- Giuliano Soderini   (1509–1514)
- Francesco della Rovere   (1514–1530)
- Giovanni Kardinal Salviati  (1530–1532)
- Giovanni Matteo Sirtori   (1532–1545)
- Benedetto Nerli   (1545–1566)
- Alessandro Strozzi   (1566–1568)
- Lodovico Antinori   (1568–1573)
- Marco Saracini   (1574)
- Guido Serguidi   (1574–1598)
- Luca Alemanni   (1598–1617)
- Bernardo Inghirami   (1617–1633)
- Niccolò Sacchetti   (1633–1650)
- Giovanni Gerini   (1650–1653)
- Orazio Degli Albizi   (1655–1676)
- Carlo Filippo Sfondrati   (1677–1680)
- Ottavio Del Rosso   (1681–1714)
- Lodovico Maria Pandolfini   (1715–1746)
- Giuseppe Dumesnil   (1746–1781)
  - Filippo Nicola Cecina (1755–1765) (Administrator)
  - Alessandro Galletti   (1768–1782) (Administrator)
- Luigi Buonamici   (1782–1791)
- Ranieri Alliata (1791–1806) (danach Erzbischof von Pisa, † 1836)[1]
- Giuseppe Gaetano Incontri   (1806–1848)
- Ferdinando Baldanzi   (1851–1855)
- Giuseppe Targioni   (1857–1873)
- Ferdinando Capponi   (1873–1881)
- Giuseppe Gelli   (1883–1909)
- Emanuele Mignone   (1909–1919)
- Raffaele Carlo Rossi OCD   (1920–1923)
- Dante Carlo Munerati SDB  (1923–1942)
- Antonio Bagnoli   (1943–1954)
- Mario Ismaele Castellano OP   (1954–1957)
- Marino Bergonzini   (1957–1970)
- Roberto Carniello   (1970–1985) (1970–1975) (Administrator)
- Vasco Giuseppe Bertelli   (1985–2000)
- Mansueto Bianchi (2000–2006)
- Alberto Silvani (2007–2022)
- Roberto Campiotti (seit 2022)